# Rhyacophila pascoei
Rhyacophila pascoei är en nattsländeart som beskrevs av Mclachlan 1879. Rhyacophila pascoei ingår i släktet Rhyacophila och familjen rovnattsländor. Inga underarter finns listade i Catalogue of Life.